# O Barquinho
"O Barquinho" é uma música brasileira de Bossa nova composta em parceria por Roberto Menescal e Ronaldo Boscoli. Foi muito interpretada por Nara Leão, Maysa, Elis Regina e João Gilberto.